# اندیس نفت آباد ۱
نفت آباد ۱ یک اندیس فلزی است که در حوالی شهر سر چاه استان خراسان قرار دارد و مادهٔ معدنی موجود در آن، مس است.  